# Stockfisch (Wappentier)

Stockfisch im Wappen als Muster

Der Stockfisch ist in der Heraldik als Wappentier eine gemeine Figur.
Dargestellt werden im Wappen oder Feld ein stilisiertes Paar an den Schwänzen verbundenen Trockenfische ohne Köpfe oder nur einem aufgeklappten Filet ähnlicher Figur. Der dargestellte Stockfisch ist unabhängig der Fischart im Wappen. Grundstellung ist die pfahlweise Stellung, also zum Schildhaupt zeigend.
Alle heraldische Tinkturen sind möglich, aber Gold und Silber sind vorherrschend.
Außer Kommunen führen auch Adlige in ihren Wappen den Stockfisch, allerdings schwebt oft eine Krone über diesen.

Historisches Wappen Islands, unter der dänischen Herrschaft etwa vom 16. Jahrhundert bis 1903
Königliches Wappen von Dänemark 1819–1903, rechts im Schildfuß
Alexandra von Dänemark, Queen Consort des Vereinigten Königreichs und der Dominions sowie Empress Consort von Indien (links im Schildfuß)
Königliches Wappen von Griechenland 1936–1973, aufgelegter Mittelschild (königliche Dynastie Dänemark): rechts im Schildfuß
Joachim Irgens av Vestervig